# ラーナーの逆説
ラーナーの逆説（らーなーのぎゃくせつ、あるいはラーナー・パラドックス、英: Lerner paradox）とは、関税を課したときに輸入財の世界価格が上昇し関税賦課国の交易条件が悪化すること。アバ・ラーナーの1936年の論文にその可能性が示された。

## 概要
完全競争市場の大国のケースでは、通常、関税の賦課は輸入財への需要低下から輸入財の世界価格を低下させ、関税賦課国の交易条件を改善させる。ある条件下ではそれとは逆の結果になることから逆説、パラドックスと呼ばれる。
- ジーン・グロスマンによると、ラーナーの逆説は政府が関税収入の大部分を輸入財の購入に充てるときに起こる[1]。
- パンロン・サイによると、ラーナーの逆説は、自由貿易均衡における関税賦課国の輸入需要関数の弾力性が、その国の政府の関税収入のうち輸入財の購入に充てられる割合よりも小さいときに起こる[4]。
- 関税の交易条件に対する効果について、メッツラーの逆説という別の逆説が存在する。浜田宏一と遠藤正寛は複数財の一般均衡モデルを用いてラーナーの逆説とメッツラーの逆説の両方が発生しない条件を導出している[5]。品質が価格に反映されるモデルを構築して、両方の逆説を同一のモデルで説明する試みもある[6]。
- ラーナーの逆説の可能性が示されたアバ・ラーナーの1936年の論文にはラーナーの対称性定理も示されている。